# Jurij
Jurij är ett ryskt mansnamn, med den estniska formen Jüri. I engelsk transkription skrivs det Yuri eller Yuriy. Namnet är en rysk form av Georg.

## Personer med namnet Jurij
- Jurij Andropov, sovjetisk politiker
- Jurij av Moskva, storfurste av Moskva
- Jurij av Uglitj, Ivan den förskräckliges broder
- Jurij Gagarin, rysk rymdfarare
- Yuri Landman, nederländsk musiker, musikinstrumentbyggare